# Peronomerus
Peronomerus — род жужелиц из подсемейства Harpalinae.

## Описание
Надкрылья одноцветные, чёрные. Бока переднеспинки в середине с угловатым, перед основание вогнутые; задние углы прямые. Четвёртый сегмент всех лапок двухлопастный, на передних лапках самца расширен только первый сегмент.

## Систематика
В составе рода:
- Peronomerus sagitticollis Louwerens, 1954
- Peronomerus auripilis Bates, 1883
- Peronomerus fumatus Schaum, 1854
- Peronomerus hornabrooki Darlington, 1971
- Peronomerus nigrinus Bates, 1873
- Peronomerus xanthopus Andrewes, 1936